# Sitech
Die Brose Sitech Gruppe (ehemals Sitech sp. z o.o. und Sitech Sitztechnik GmbH), entwickelt und fertigt als Gemeinschaftsunternehmen der Volkswagen AG und der Brose Gruppe Fahrzeugsitze und Sitzstruktur-Komponenten. Das neue Joint Venture tritt seit Beginn Januar 2022 als eigenständiger Lieferant von Sitzsystemen am globalen Markt auf. Die Kooperationspartner sind mit jeweils 50 Prozent am Gemeinschaftsunternehmen beteiligt.

## Unternehmen
Gut 4.000 Mitarbeiter produzieren an neun Fertigungsstätten in Deutschland, Polen, Tschechien, Portugal und China Sitzgarnituren („Carsets“), Cockpits und Sitzstruktur-Komponenten für Marken des Volkswagen-Konzerns und weitere Fahrzeughersteller. Ein Carset umfasst die komplette Sitzausstattung eines Fahrzeugs, das heißt bis zu neun Sitze. Die Lieferung der Carsets erfolgt Just-in-Time und Just-in-Sequence – zur richtigen Zeit und in der richtigen Reihenfolge an die Produktionslinien des Kunden.
Zudem entwickelt Brose Sitech in enger Zusammenarbeit mit Volkswagen, Audi und Volkswagen Nutzfahrzeuge Sitze für Fahrzeuge des Volkswagen-Konzerns. Rund 300 Entwickler decken dabei das gesamte Entwicklungsspektrum ab, von der Vorentwicklung und Berechnung, der Konstruktion, der Bezugs- und Schaumentwicklung über den Prototypenbau und umfangreiche Erprobungen bis hin zur Serienbetreuung.

## Geschichte
1998 wurde in Polkowice (Polen) die Sitech Sp. z o.o. durch die Volkswagen AG (49 % Beteiligung) und die KWD GmbH (51 %) gegründet. Ein Jahr später startete die Produktion in Polen. Im Jahr 2001 wurde in Wolfsburg die Sitech Sitztechnik GmbH gegründet und im Wolfsburger Stadtteil Sandkamp entstanden eigene Produktionshallen. Im August 2003 wurde Sitech eine hundertprozentige Tochtergesellschaft der Volkswagen AG, ein Jahr später wurde die Sitzproduktion am Standort Emden Teil des Unternehmens. Zudem wurde mit einem Standort in Shanghai (China) ein weiteres Werk zur Komplettsitzproduktion gebaut. Das Unternehmen gründete 2005 am Standort Wolfsburg-Heinenkamp ein eigenes Sitzentwicklungszentrum. Im Oktober 2023 wurden am Standort Anhui (China) und 2024 in Palmela (Portugal) weitere Brose Sitech Fertigungsstätten in Betrieb genommen.

### Joint Venture Brose Sitech
Im März 2021 wurde die Beteiligung von Brose an Sitech bekannt gegeben, wobei beide Partner jeweils 50 Prozent am neuen Joint Venture halten. Ziel der Kooperation war es, das Geschäft mit Sitzsystemen weltweit auszubauen, die Produktion zu verdoppeln und Brose Sitech als globalen Player im Sitzmarkt zu etablieren. Brose übernahm dabei die industrielle Führung. Die Brose Sitech Gruppe nahm im Januar 2022 seine Geschäftstätigkeit auf.

### Beteiligungen
Im Februar 2025 übernahm Brose Sitech hat 51 % der Anteile am spanischen Sitzbezügespezialisten Covercar mit Hauptsitz in Sallent/Barcelona (Spanien), um das Produktportfolio um Sitzbezüge zu erweitern und Kapazitäten sowie Kompetenzen in Entwicklung und Fertigung in diesem Bereich hinzuzugewinnen.

## Standorte
| Standort               | Gründungsjahr | Produkt                                 |
| ---------------------- | ------------- | --------------------------------------- |
| Wolfsburg, Deutschland | 2001          | Komplette Car-Sets                      |
| Emden, Deutschland     | 2004          | Komplette Car-Sets, Cockpits            |
| Głogów, Polen          | 2013          | Komplette Car-Sets, Strukturkomponenten |
| Polkowice, Polen       | 1998          | Strukturkomponenten                     |
| Września, Polen        | 2015          | Komplette Car-Sets                      |
| Schanghai, China       | 2004          | Komplette Car-Sets, Metallstrukturen    |
| Anhui, China           | 2022          | Komplette Car-Sets, Metallstrukturen    |
| Koprivnice, Tschechien | 2022          | Metallstrukturen                        |
| Palmela, Portugal      | 2024          | Komplette Car-Sets                      |

## Fahrzeugmodelle mit Sitzen von Brose Sitech
Quelle:
Volkswagen
- VW Golf Plus6
- Golf 7
- Passat Limousine
- Passat Variant
- Passat Alltrack
- VW Arteon
- Polo IV (Strukturteile)
- Polo V (Strukturteile)
- Tiguan
- Touran
- Touareg (Strukturteile)
- VW Amarok
- Sportsvan
- Touran Taxi
- Teramont
- Tarek
- ID.3
- ID.4
- ID.7
- ID.BUZZ

Volkswagen-Nutzfahrzeuge
- Caddy III (Strukturteile)
- T6
- Crafter
- Colorado
- A-MP5

Škoda
- Fabia (Strukturteile)
- Octavia (Strukturteile)
- Roomster (Strukturteile)
- Yeti
- Kodiaq
- Karoq
- Superb
- Rapid
- A-CUV

Seat
- Altea (Strukturteile)
- Toledo (Strukturteile)
- Tarraco
- el-Born

Porsche
- Cayenne (Strukturteile)
- Macan
- Cayenne Coupe
- Macan NF

Audi
- A4 (Strukturteile)
- Q7 (Strukturteile)
- A3
- A7
- A8
- Q3
- Q4
- TT
- A-SUVe
- A-CUV
- Hinterlehnstruktur MLB A4 bis A7